# تعليمات متعددة بيانات متعددة
MIMD (تعليمات متعددة، بيانات متعددة)
تنفذ هذه الآلة عدة تعليمات على التوازي على بيانات مختلفة، تختلف عن البنية المتعددة المعالجات سيسد بأن البيانات والتعليمات مرتبطة لأنها تمثل أجزاء مختلفة من مهمة واحدة يتم تنفيذها، إذاً نظام MIMD يقوم بعدة مهمات فرعية على التوازي وذلك لتخفيض الزمن لتنفيذ المهمة الرئيسية.
من غير المشكوك به إن نوع الآلات DM-MIMD هو الجزء الأسرع نمواً في عائلة الحواسيب ذات الأداء العالي.
على الرغم أن التعامل مع هذا النوع من الآلات أصعب من التعامل مع الذواكر المشتركة والآلات. DM-SIMD
النوع السابق من الآليات كان معالجه ذو نظام مصفوفي، حيث تكون بنية البيانات بشكل أشعة(مصفوفة أحادية البعد) متوازية ومصفوفات متعددة الأبعاد وتعرض هذه البيانات في مصفوفة المعالج عن طريق نظام برمجي (برمجياً).
في نظام الذواكر المشتركة يظهر توزيع البيانات بشكل كامل للمستخدم، وهذا المفهوم يختلف تماماً في نظام DM-MIMD حيث يجب على المستخدم توزيع البيانات على عدة معالجات كذلك تتبادل المعالجات البيانات فيما بينها لتنفذ بشكل صريح.

## محاسن نظام DM-MIMD
- إن مشكلة عرض الحزمة التي كانت تواجه نظام الذواكر المشتركة تم تجنبها وذلك أن عرض الحزمة يزداد هنا تلقائياً بزيادة عدد المعالجات.
- السرعة التي تعتبر أمر هام في نظام الذواكر المشتركة( ذلك للحصول على أداء عالي يواكب أداء نظام DM-MIMD، فإن معالج الذواكر المشتركة يجب أن يكون سريع جدا وسرعة الذواكر يجب أن تتوافق معه) وهذا المفهوم أصبح أقل أهمية في نظام DM-MIMD لأنه يمكن إضافة معالجات إضافية بدون الاهتمام بمشكلة عرض الحزمة.

## سلبيات نظام DM-MIMD
1. التواصل بين المعالجات فيه أبطأ بكثير منه في نظام الذواكر المشتركة(SM-MIMD).
2. كذلك التزامن في ربط المهام يتطلب إمكانيات أعلى من الإمكانيات المطلوبة في نظام الذواكر المشتركة.
3. الوصول إلى البيانات غير الموجودة في الذاكرة المحلية المرتبطة بمعالج معين يجب الحصول عليها من الذاكرة غير المحلية ولا ننسى أن الوصول للذاكرة غير المحلية أبطأ من الوصول إلى الذاكرة المحلية.